# Izabo
Izabo é uma banda israelita. O seu estilo musical é variado, incluindo indie rock, disco e música do Oriente Médio.

## Eurovisão 2012
Em 2012 foram escolhidos internamente pela TV IBA para representar Israel no Festival Eurovisão da Canção 2012 em Baku, no Azerbaijão, onde interpretarão a canção "Time".

## Membros
- Ran Shem Tov - voz e guitarra
- Shiri Hadar - teclado
- Jonathan Levi - baixo
- Nir Mantzur - bateria